# Arena de Gimnasia Olímpica
El Olympic Gymnastics Arena - KSPO Dome por motivos de patrocinio, es una arena ubicada en el Parque Olímpico de Seúl, en Bangi-dong, Songpa-gu, Seúl, Corea del Sur. Fue construido entre el 31 de agosto de 1984 y 30 de abril de 1986, para albergar las competiciones de gimnasia de los Juegos Olímpicos de 1988. Tiene una capacidad de 14 730. El techo fue diseñado por David H. Geiger. Es auto cúpula de apoyo de cable con un revestimiento de tejido de cuatro capas. Es el primero de su tipo con un peso de 2 libras por pie cuadrado.
Desde los Juegos Olímpicos ha sido sede de una gran variedad de eventos, la notabilidad como sala de conciertos para los coreanos, así como artistas internacionales.

## Eventos notables

### 2004
- 2004 1st Asia Song Festival, 2004.

### 2006
- Shinhwa: Shinhwa 2006 Tour: State of the Art - 13 y 14 de mayo de 2006.
- Big Bang: The R.E.A.L - 30 de diciembre de 2006.

### 2007
- 2007 SMTown Summer Concert - SM Town - 30 de junio y 1 de julio de 2007.
- Big Bang: The G.R.E.A.T - 28, 29 y 30 de diciembre de 2007.

### 2008
- Shinhwa Must Go On: 10th Anniversary Live in Seoul - Shinhwa - 29 y 30 de marzo de 2008.
- Céline Dion: Taking Chances World Tour - 18 y 19 de marzo de 2008

### 2009
- Big Bang: Big Show 2009 - 30, 31 de enero y 1 de febrero.
- SS501 The 1st Asia Tour PERSONA in Seoul - 1 y 2 de agosto de 2009
- The Legend of Rainism - Rain - 9 y 10 de octubre de 2009 - La primera parte de su Asian tour.
- G-Dragon: Shine A Light Concert - 5 y 6 Diciembre.

### 2010
- Big Bang: Big Show 2010 - 29, 30 y 31 de enero.
- 2010 1st Asia Tour Persona Encore Concert - SS501 - 27 de febrero de 2010.
- 2PM: Don't Stop Can't Stop - 31 de julio y 1 de agosto.
- Super Junior: The 3rd Asia Tour – The 3rd Asia Tour – "Super Show 3" - 14 y 15 de agosto de 2010.
- Lee Seung Gi: Hope Concert - 21 de noviembre.

### 2011
- 2011 The 1st Concert - "SHINee World" - SHINee - 1 y 2 de enero de 2011.
- Girls' Generation Tour - Girls' Generation - 23 y 24 de enero de 2011.
- Big Bang: Big Show 2011 - 25, 26 y 27 de febrero
- Super Junior: Super Junior World Tour - "Super Show 4" - 19, 20 de noviembre de 2011.
- YG Family Concert - YG Entertainment - 3 y 4 de diciembre de 2011.

### 2012
- 21st Seoul Music Awards - 19 de enero de 2012.
- Beast: Beautiful Show - 4 y 5 de febrero
- Kara: Karasia - 18 y 19 de febrero
- Big Bang: Big Bang Alive Galaxy Tour - 2, 3 y 4 de marzo
- 2012 Shinhwa Grand Tour in Seoul: The Return - Shinhwa - 24 y 25 de marzo de 2012.
- Super Junior: Super Junior World Tour - "Super Show 4" -26 y 27 de mayo de 2012 - (encore shows).
- The 2nd Concert - "SHINee World II" - SHINee - 21 y 22 de julio de 2012.
- 2NE1 New Evolution Tour 2012 - 2NE1 - 28 y 29 de julio de 2012.
- TVXQ: TVXQ World Tour "Catch Me" - 17 y 18 de noviembre

### 2013
- Big Bang: BIGBANG Alive Galaxy Tour 2012 - 25, 26 y 27 de enero (encore shows)
- B.A.P LIVE ON EARTH SEOUL 2013 - B.A.P - 23 y 24 de febrero de 2013.
- Shinhwa: 2013 Shinhwa 15th Anniversary Concert: The Legend Continues - 16 y 17 de marzo de 2013.
- Super Junior: Super Junior World Tour - "Super Show 5"- 23 y 24 de marzo de 2013.
- G-Dragon: 2013 G-Dragon World Tour - 30 y 31 de marzo de 2013.
- Girls' Generation: Girls' Generation World Tour Girls & Peace - 8 y 9 de junio
- Shinhwa: 2013 Shinhwa Grand Tour: The Classic - 3 y 4 de agosto
- Infinite: 2013 Infinite 1st World Tour One Great Step - 9 y 10 de agosto
- G-Dragon: 2013 G-Dragon World Tour - agosto 31 y 1 de septiembre (encore shows)
- VIXX: The Milky Way Global Showcase Finale In Seoul - 17 de noviembre
- Lee Seung Gi: Hope Concert 2013 - 30 de noviembre y 1 de diciembre

### 2014
- Big Bang: BIGBANG+α in Seoul 2014 - 24, 25 y 26 de enero
- 3rd Gaon Chart K-Pop Awards - 12 de febrero
- B1A4: 2014 3rd Solo Concert "THE CLASS" - 15 y 16 de febrero
- SHINee: The 3rd Concert "Shinee World III" - 8 y 9 de marzo
- Shinhwa: 2014 Shinhwa 16th Anniversary concert-HERE - 22 y 23 de marzo
- EXO: EXO FROM. EXOPLANET #1 - THE LOST PLANET  - 23, 24 y 25 de mayo
- 6th MelOn Music Awards - 13 de noviembre

### 2015
- Seoul Music Awards - 22 de enero
- 4th Gaon Chart K-Pop Awards - 28 de enero
- WINNER: WorldWide Inner Circle Conference WWIC 2015 - 31 de enero
- Park Hyo Shin: 15TH ANNIVERSARY LIVE TOUR SO HAPPY TOGETHER - 14 & 15 de febrero
- EXO: EXO PLANET #2 – The EXO’luXion - 7, 8, 13, 14 y 15 de marzo
- Shinhwa: 17th Anniversary Concert WE - 21 & 22 de marzo
- VIXX: LIVE FANTASIA 'UTOPIA' - 28 & 29 de marzo
- BIGBANG: MADE World Tour - 25 & 26 de abril
- SHINee: SHINee World IV - 15, 16 & 17 de mayo
- Super Junior: Super Junior World Tour - "Super Show 6" - 11 & 12 de julio
- INFINITE: 2015 Infinite 2nd World Tour - INFINITE EFFECT - 8 & 9 de agosto
- B2ST: 2015 Beautiful Show - 29 & 30 de agosto
- iKON: Debut Concert - SHOWTIME - 3 de octubre
- 7th MelOn Music Awards - 7 de noviembre
- Girls' Generation: "Phantasia" Concert in Seoul - 21 & 22 de noviembre
- g.o.d: god 2015 concert - 16, 17, 18, 19 & 20 de diciembre

### 2016
- Seoul Music Awards - 14 de enero
- iKON: iKONCERT SHOWTIME TOUR in Seoul - 30 & 31 de enero
- INFINITE: INFINITE EFFECT ADVANCE - 20 & 21 de febrero
- BIGBANG: MADE World Tour - 4, 5 & 6 de marzo
- WINNER: Winner 2016 Exit Tour - 12 & 13 de marzo
- EXO: EXO PLANET #2 – The EXO’luXion - 18, 19 y 20 de marzo
- SHINee: SHINee: SHINee World V - 2,3 & 4 de septiembre

### 2018
- BTOB: BTOB Concert "BTOB Time ~ This Is Us" 2018 - 10, 11 y 12 de agosto
- BLACKPINK: BLACKPINK Concert "Blackpink World Tour (In Your Area)" 2018 - 11 y 12 de noviembre

### 2019
- Got7: 2019 World Tour "Keep Spinning" - 15 y 16 junio.

## Artistas

### Corea
- THE BOYZ
- STRAY KIDS
- 2PM
- Beast
- Big Bang
- BLACKPINK
- BTS
- EXO
- G-Dragon
- Girls' Generation
- INFINITE
- Kara
- Lee Seung Gi
- Rain
- SHINee
- Shinhwa
- SM Town
- SS501
- Super Junior
- TVXQ
- TWICE
- YG Family
- BTOB

- Treasure

### Japón
- L'Arc~en~Ciel
- X Japan

## Internacional
- Christina Aguilera
- Backstreet Boys
- Jeff Beck
- Beyoncé
- Bon Jovi
- Sarah Brightman
- Mariah Carey
- Eric Clapton
- Kelly Clarkson
- Def Leppard
- Celine Dion
- Dream Theater: 19 de abril de 2012
- Bob Dylan
- The Eagles
- Paul Gilbert
- Green Day
- Guns N' Roses
- Whitney Houston
- In Flames
- Iron Maiden
- Billy Joel: Billy Joel Live in Seoul 2008 - 15 de noviembre de 2008
- Lady Gaga
- Linkin Park
- Yngwie Malmsteen
- Marilyn Manson
- Megadeth
- Metallica
- Mr. Big
- Muse
- Oasis
- Pantera
- Judas Priest
- Justin Bieber
- Rage Against the Machine
- The Red Hot Chili Peppers
- Scorpions
- Skid Row
- Slayer
- Sting
- Stryper
- Steve Vai
- Taylor Swift

- Datos: Q487224
- Multimedia: Olympic Gymnastics Arena / Q487224